# Kasyapa Matanga

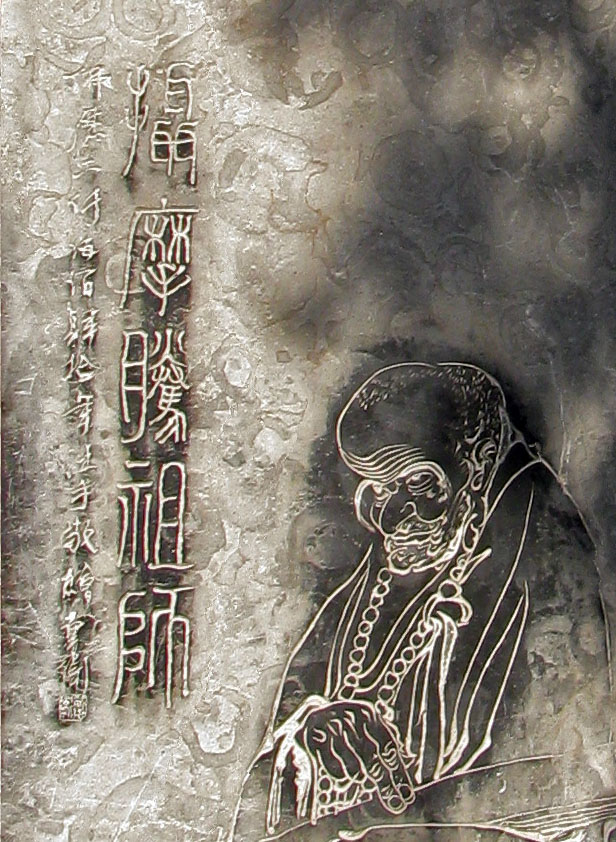
Marcador de tumba de Kasyapa Matanga con su imagen y nombre en chino, ubicado en el Templo del Caballo Blanco de Luoyang, China.

Kasyapa Matanga (Kāśyapa Mātaṇga) o Jia Yemoteng 迦葉摩騰 (Jia Shemoteng 迦攝摩騰, Zhu Yemoteng 竺葉摩騰 o Zhu Shemoteng 竺攝摩騰) fue un monje budista indio. Tradicionalmente se cree que introdujo por primera vez el budismo en China en el siglo I d. C. 
Según cuenta el relato popular del budismo chino, el emperador Ming de Han soñó con una deidad dorada interpretada como Buda y envió una delegación a la India. Regresaron alrededor del año 67 d. C. con los monjes Kasyapa Matanga y Dharmaratna, caballos blancos y textos e imágenes budistas. El emperador estableció el Templo del Caballo Blanco en Luoyang, la capital Han, donde supuestamente los dos monjes tradujeron por primera vez al Chino el Sutra en cuarenta y dos secciones.